# Huaco (poterie)
 (octobre 2022).
La mise en forme du texte ne suit pas les recommandations de Wikipédia : il faut le « wikifier ».
Les points d'amélioration suivants sont les cas les plus fréquents. Le détail des points à revoir est peut-être précisé sur la page de discussion.
- Les titres sont pré-formatés par le logiciel. Ils ne sont ni en capitales, ni en gras.
- Le texte ne doit pas être écrit en capitales (les noms de famille non plus), ni en gras, ni en italique, ni en « petit »…
- Le gras n'est utilisé que pour surligner le titre de l'article dans l'introduction, une seule fois.
- L'italique est rarement utilisé : mots en langue étrangère, titres d'œuvres, noms de bateaux, etc.
- Les citations ne sont pas en italique mais en corps de texte normal. Elles sont entourées par des guillemets français : « et ».
- Les listes à puces sont à éviter, des paragraphes rédigés étant largement préférés. Les tableaux sont à réserver à la présentation de données structurées (résultats, etc.).
- Les appels de note de bas de page (petits chiffres en exposant, introduits par l'outil «  Source ») sont à placer entre la fin de phrase et le point final[comme ça].
- Les liens internes (vers d'autres articles de Wikipédia) sont à choisir avec parcimonie. Créez des liens vers des articles approfondissant le sujet. Les termes génériques sans rapport avec le sujet sont à éviter, ainsi que les répétitions de liens vers un même terme.
- Les liens externes sont à placer uniquement dans une section « Liens externes », à la fin de l'article. Ces liens sont à choisir avec parcimonie suivant les règles définies. Si un lien sert de source à l'article, son insertion dans le texte est à faire par les notes de bas de page.
- La présentation des références doit suivre les conventions bibliographiques. Il est recommandé d'utiliser les modèles {{Ouvrage}}, {{Chapitre}}, {{Article}}, {{Lien web}} et/ou {{Bibliographie}}. Le mode d'édition visuel peut mettre en forme automatiquement les références.
- Insérer une infobox (cadre d'informations à droite) n'est pas obligatoire pour parachever la mise en page.

Pour une aide détaillée, merci de consulter Aide:Wikification.
Si vous pensez que ces points ont été résolus, vous pouvez retirer ce bandeau et améliorer la mise en forme d'un autre article.
Pour les articles homonymes, voir Huaco.
Huaco ou Guaco est le nom générique donné au Pérou principalement aux récipients en terre et autres œuvres d'art en poterie finement fabriquées par les peuples autochtones des Amériques trouvés dans des sites précolombiens tels que des lieux de sépulture, des sanctuaires, des temples et d'autres ruines antiques. Les huacos ne sont pas de simples faïences, mais des spécimens de poterie remarquables liés à des usages cérémoniels, religieux, artistiques ou esthétiques dans les civilisations andines centrales précolombiennes.
Les Huari (Wari), avec les Nazca, les Moche et d'autres, ont été parmi les principaux créateurs de figurines qui ont transmis à travers l'histoire leur savoir-faire unique en matière de céramique. Les Incas, qui ont absorbé toutes les cultures au temps de leur expansion, ont également produit des huacos.

## Étymologie
Depuis l'époque de la conquête espagnole du Pérou, ces types de pièces ont été trouvés dans des sites précolombiens comme des temples, des tombes et des sépultures, ainsi que d'autres types de ruines. Ces sites, surtout s'ils ont une signification sacrée, sont appelés huaca  ou waqa en natif quechua, d'où il est probable que les figurines tirent leur nom. Au Pérou, un « huaquero » est une personne qui creuse illégalement dans d'anciennes ruines précolombiennes afin d'obtenir des œuvres d'art de valeur, détruisant généralement la structure.

## Variété de styles et de couleurs
Les anses du pont sont caractéristiques de certaines cultures ; certains utilisaient de nombreuses couleurs, tandis que d'autres utilisaient du noir et du rouge terne ou peu de couleurs. L'empire Inca a adopté toutes sortes de formes, de styles et de propriétés. Le terme « huaco » était réservé à toutes les copies non réservées à un usage quotidien mais au luxe ou au rituel.
Normalement, ces pièces en céramique sont associées à des caractéristiques notables. Les figurines sculptées représentent des volumes complexes et stylisés, y compris des scènes culturelles, des bâtiments et des volumes naturalistes tels que des portraits en céramique représentant des visages humains (par exemple, le portrait céramique mochica) ou des parties du corps au moyen d'offrande voto, d'érotisme, d'outils, de fruits et aliments divers, animaux...
Lorsque les pièces sont des céramiques sculpturales, les huacos se caractérisent par la richesse picturale. Il existe de nombreuses sortes de pots et récipients recouverts de motifs polychromes voyants, généralement des représentations anthropomorphes d'animaux ou mythologiques, érotiques, etc. La poterie Moche bicolore se caractérise par des scènes peintes complexes détaillant un niveau narratif. Des exemples de huacos érotiques (espagnol : huacos eróticos), font de la période de 800 ans de Moche (vers 200 av. J.-C. à environ 600 apr. J.-C.) la plus longue tradition de céramique érotique ininterrompue au monde, unique dans l'histoire de l'humanité. Dans les années 1570, lors de la conquête espagnole du Pérou, le vice-roi Francisco de Toledo et ses conseillers cléricaux ont travaillé pour détruire de nombreux huacos érotiques, bien que certains artefacts existants aient survécu.
Dans les deux cas, le huaco est associé à la complexité céramique (dans son volume ou son décor) et non à un usage régulier comme contenant du fait de ses dimensions physiques. Les vaisseaux incas élancés connus sous le nom d'aryballos, même les exemples créés de manière opulente, ne sont généralement pas considérés comme des huacos car leur caractère utilitaire est trop prononcé.

## Expositions du musée
Le Musée national d'archéologie, d'anthropologie et d'histoire du Pérou à Lima, au Pérou, abrite un grand nombre d'artefacts en céramique. Le musée Larco à proximité abrite une grande collection de céramiques Moche et est bien connu pour sa collection de poteries érotiques.